# Hải Châu (xã)
Hải Châu là một xã thuộc huyện Hải Hậu, tỉnh Nam Định, Việt Nam.
Xã Hải Châu có diện tích 8,81 km², dân số năm 2022 là 7.525 người, mật độ dân số đạt 854 người/km².